# Dub nad Moravou
Dub nad Moravou (Duits: Dub an der March) is een Moravische vlek (městys) in de Tsjechische regio Olomouc, en maakt deel uit van het district Olomouc. Dub nad Moravou telt 1620 inwoners (2023). De vlek bestaat naast Dub nad Moravou zelf uit de deelgemeenten Bolelouc en Tučapy.

## Geschiedenis
- 1141 – De eerste schriftelijke vermelding van de vlek.
- 1976 – De gemeente Bolelouc wordt door de gemeente Dub nad Moravou geannexeerd.[1]
- 2006 – De gemeente Dub nad Moravou krijgt (opnieuw) de status van vlek.[2]

## Aanliggende gemeenten
| Aangrenzende gemeenten | Aangrenzende gemeenten | Aangrenzende gemeenten | Aangrenzende gemeenten | Aangrenzende gemeenten |
| ---------------------- | ---------------------- | ---------------------- | ---------------------- | ---------------------- |
| Vrbátky                |                        | Charváty               |                        | Grygov                 |
|                        |                        |                        |                        |                        |
| Hrdibořice             | Majetín                |                        |                        |                        |
|                        |                        |                        |                        |                        |
| Biskupice              |                        | Věrovany               |                        | Citov                  |